# Волоть

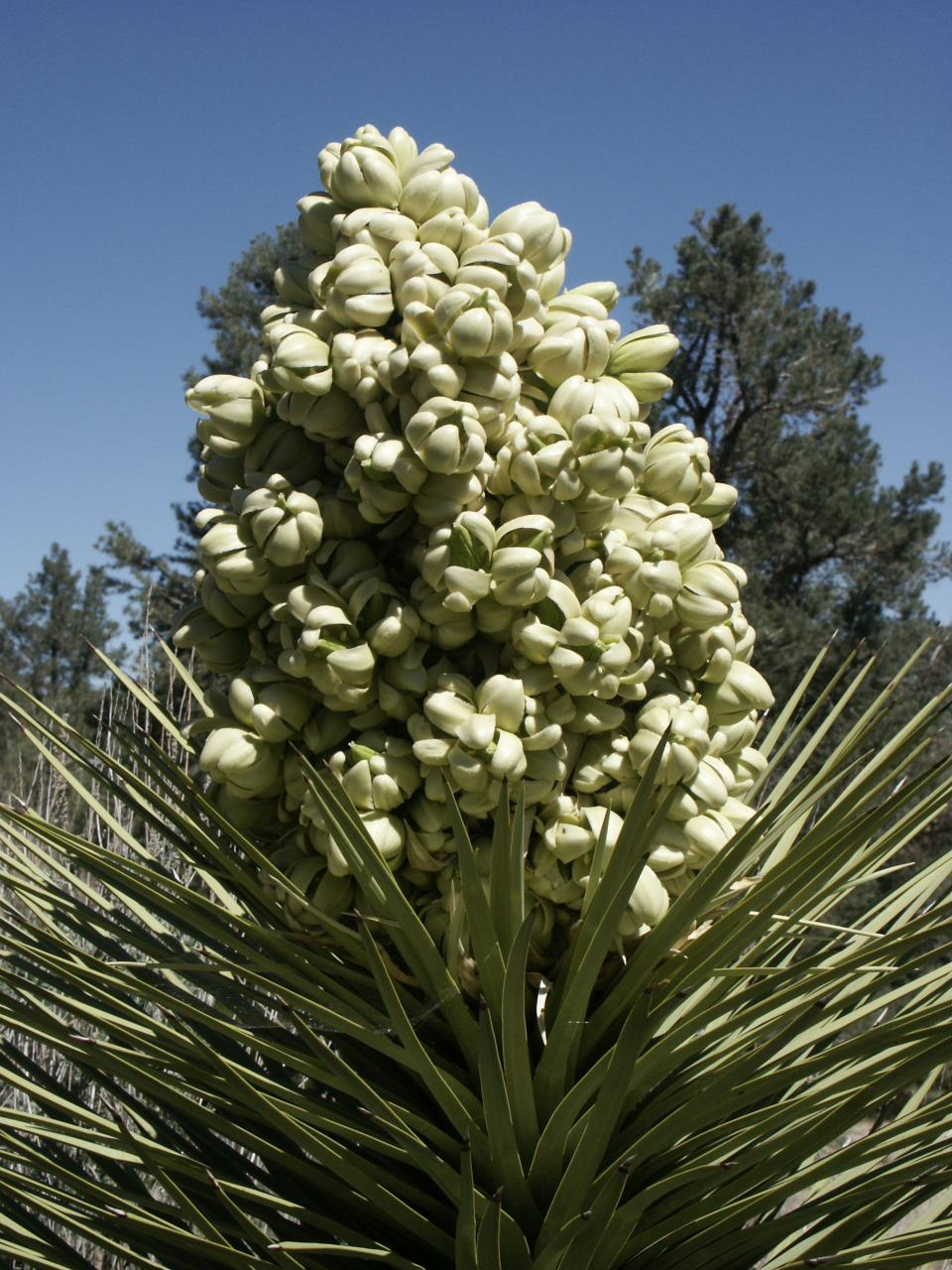
Волоть юки (Yucca brevifolia)

Волоть (лат. panicula, ae f) — складне суцвіття, бічні гілочки якого замість окремих квіток несуть прості або гіллясті китиці.

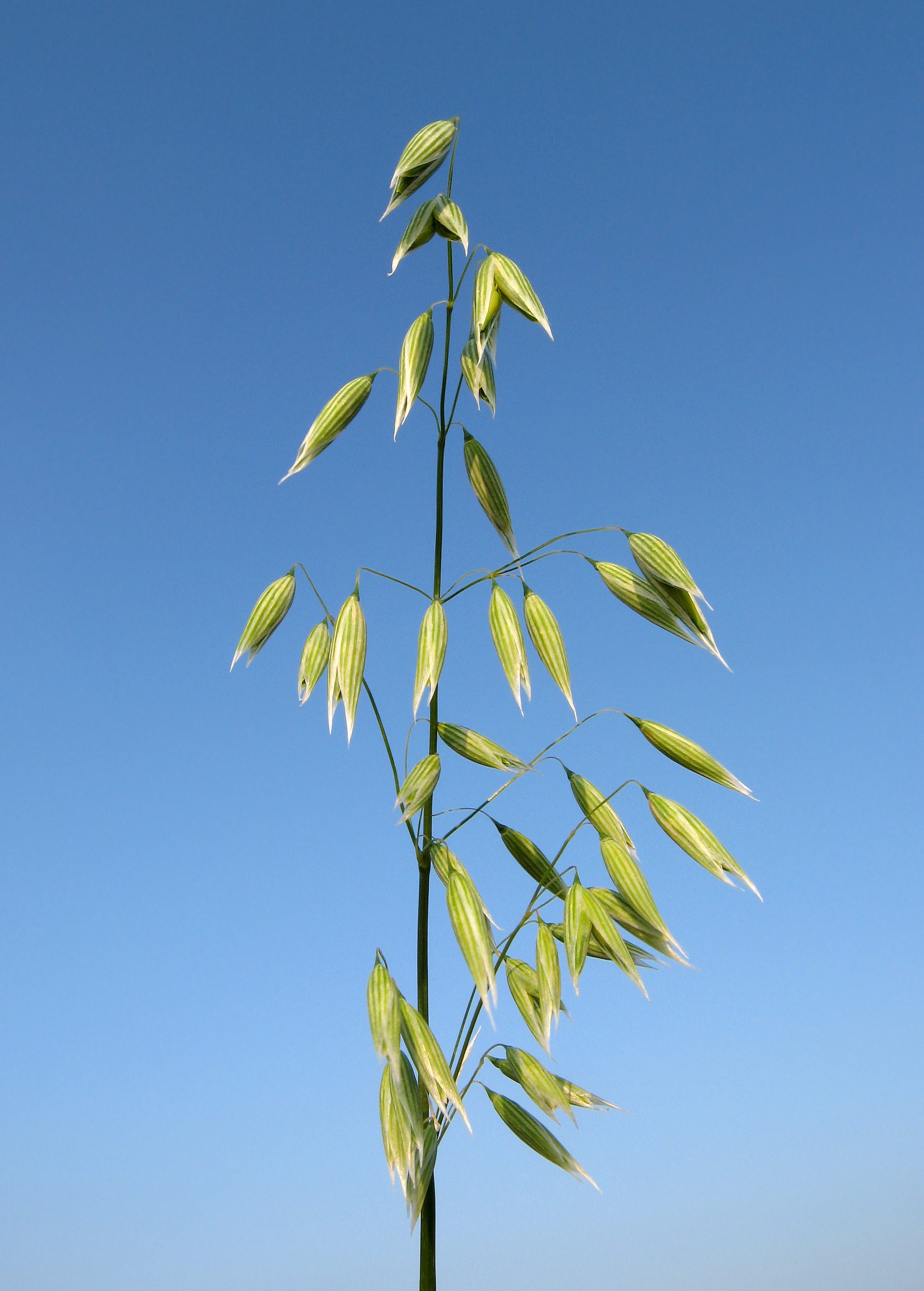
Волоть вівса

У волоті головна вісь тривалий час росте в довжину, на ній на різній висоті почергові бічні осі наступних порядків несуть почергові китиці (чемериця, агава, юка).
Волоть, гілки якої прилягають до головної осі, називають стиснутою (тимофіївка, лисохвіст), волоть з відлеглими гілками — розлогою (овес, бузок). Стиснуту волоть, що має короткі гілки і нагадує складний колос злаків (китник та ін.), називають султаном.
Волоті відрізняються від подвійних китиць ряснішим розгалуженням і тим, що у них нижні гілочки розвинені сильніше верхніх. Найпоширеніша волоть — в якій ступінь розгалуження почергових бічних осей суцвіття зменшується знизу доверху. Типова волоть має пірамідальну форму (бузок, бирючина, горобинник, таволга верболиста), хоча бувають й інші форми. Наприклад волоть кошиків (полин звичайний), волоть зонтиків, волоть щитків (горобина звичайна, бадан товстолистий), волоть складних колосків (овес, тонконіг), збіднені гроновидні волоті (кизильник) тощо.